# Перс
Перс (грец. Perses) — 
- 1) титан, чоловік Астерії, батько Гекати, втілення руйнування;
- 2) син Персея та Андромеди;
- 3) міфічний цар Колхіди, повалений Медеєю і Медом.

## Особи
- Павло Перс — східносирійський теолог і філософ VI століття, який працював при дворі царя Сасанідів Хосрова I.